# جيمس هورست
جيمس هورست (بالإنجليزية: James Hurst)‏ (31 يناير 1992 في المملكة المتحدة - ) هو لاعب كرة قدم بريطاني في مركز الدفاع. شارك مع منتخب إنجلترا تحت 16 سنة لكرة القدم ومنتخب إنجلترا تحت 17 سنة لكرة القدم ومنتخب إنجلترا تحت 19 سنة لكرة القدم ومنتخب إنجلترا تحت 20 سنة لكرة القدم. أما مع النوادي، فقد لعب مع آي بي في وبرمنغهام سيتي وشروزبري تاون ونادي بلاكبول ونادي بورتسموث ونادي فالور ووست بروميتش ألبيون ونادي هدنسفورد تاون ونادي كرولي تاون ونادي جيزيلي ‏ ونادي توركي يونايتد ونادي تشيسترفيلد ونادي نورثامبتون تاون.

## وصلات خارجية
- جيمس هورست على موقع قاعدة بيانات كرة القدم.إي يو (الإنجليزية)
- جيمس هورست على موقع Soccerbase.com (لاعب) (الإنجليزية)
- جيمس هورست على موقع Soccerway.com (الإنجليزية)
- جيمس هورست على موقع عالم كرة القدم.نت (الإنجليزية)
- جيمس هورست على موقع GSA (الإنجليزية)